# Platyoides costeri
Platyoides costeri är en spindelart som beskrevs av Tucker 1923. Platyoides costeri ingår i släktet Platyoides och familjen Trochanteriidae. Inga underarter finns listade i Catalogue of Life.